# Vattarfjörður
Vattarfjörður (in lingua islandese: Fiordo del guanto) è un piccolo fiordo situato nel settore nordoccidentale dell'Islanda.

## Descrizione
Vattarfjörður è uno dei fiordi della regione dei Vestfirðir. È una diramazione terminale dello Skálmarfjörður, che a sua volta è un ramo laterale del vasto Breiðafjörður. Il promontorio Vattarnes separa il Vattarfjörður dallo Skálmarfjörður. Il fiordo è largo 2 km e penetra per circa 2,5 km nell'entroterra.
Nel fondo del fiordo si apre la valle Vattardalur, attraverso cui scorre il fiume Vattardalsá che poi va a sfociare in mare nel fiordo.

## Vie di comunicazione
La strada S60 Vestfjarðavegur costeggia interamente la sua breve sponda settentrionale ed è ora completamente asfaltata.
In precedenza, la strada nazionale che attraversava Þingmannaheiði saliva dal Vattarfjörður a ovest e scendeva fino al Vatnsfjörður. 
Nella parte interna del Vattarfjörður, nei pressi di Þingmannatjörn, c'è ancora il vecchio ponte del 1982.